# Gaetano Cosentini
Gaetano Cosentini (Crotone, 25 novembre 1825 – Napoli, febbraio 1915) è stato uno scrittore, giornalista e politico italiano.

## Biografia
Editorialista di molte testate giornalistiche, su tutti il periodico Poliorama Pittoresco, in seguito al Plebiscito del 21 ottobre 1860 fu sindaco di Crotone nel periodo di transizione che vide infine l'annessione della città da territorio del Regno delle Due Sicilie dapprima al Regno di Sardegna e, successivamente, al Regno d'Italia, proclamata nel 1861.
È stato inoltre deputato nella X, XI e XIII legislatura del Regno d'Italia.

## Opere
- In morte del marchese Cesare Berlingieri e suo figlio Anselmo da Crotone, Napoli, Stabilimento poligrafico, 1844.